# Општина Шинкај (Муреш)
Шинкај (рум. Şincai) општина је у Румунији у округу Муреш.
Oпштина се налази на надморској висини од 418 m.